# 資産価格付けの基本定理
資産価格付けの基本定理（しさんかかくづけのきほんていり、英: fundamental theorem of asset pricing）とは、リスク中立確率の存在と一意性についての必要十分条件を述べる金融経済学、数理ファイナンスの定理である。Michael Harrison、デイヴィッド・クレプス、Stanley Pliska らによって1970年代後半から1980年代前半にかけて示された。ファイナンスの基本定理、アセットプライシングの基本定理とも呼ばれる。無裁定価格理論や市場の完備性といった経済学的概念とリスク中立確率という数学的概念を結びつけた、資産価格理論において中核的な役割を果たす定理である。

## 概要
資産価格付けの基本定理は、金融市場の数学的定式化の違いにより定理の内容が若干異なるが、通常以下のように言及される。
- 資産価格付けの第1基本定理

金融市場に裁定取引が存在しない必要十分条件は少なくとも1つ以上のリスク中立確率が存在することである。
- 資産価格付けの第2基本定理

金融市場に裁定取引が存在しないと仮定する。この時、金融市場が完備である必要十分条件はリスク中立確率が一意に定まることである。
資産価格付けの基本定理という名前はPhilip Dybvigとステファン・ロスに由来する。リスク中立確率とは利子率で割り引かれたすべての金融資産価格がマルチンゲールとなるような仮想上の確率であるので、そのような数学的概念の存在や一意性と、同値条件にあたる裁定取引の非存在や市場の完備性といった経済学的な概念が結び付けられたことで重要な意味を持ち、多くの資産価格理論が資産価格付けの基本定理を利用したものになっている。

## 資産価格付けの第1基本定理
第1基本定理は裁定機会の非存在とリスク中立確率の存在が同値であることを述べている。この定理を用いることで、裁定機会の非存在という経済学的に妥当な仮定を課すだけでリスク中立確率を用いた価格付けが可能になる。

### 離散時間の第1基本定理
離散時間の場合は概要で説明した通りの定理が成立する。簡単な証明を記す。
- リスク中立確率の存在から裁定取引の非存在[7]

背理法を用いる。そもそも裁定取引とは現時点で組成にかかる費用が0で将来の利益が必ず非負であり、さらに正の確率で正の利益をもたらすポートフォリオのことを指す。このような裁定ポートフォリオの時点 {\displaystyle t} における割引価値を {\displaystyle X_{t}} とすれば、{\displaystyle X_{0}=0} かつ将来の時点 {\displaystyle T} において、{\displaystyle \mathbb {P} (X_{T}\geq 0)=1} かつ {\displaystyle \mathbb {P} (X_{T}>0)>0} である。ただし、{\displaystyle \mathbb {P} } は実際の確率を表す確率測度であり、{\displaystyle \mathbb {P} (\cdot )} はカッコ内の事象が起こる確率である。すると、リスク中立測度 {\displaystyle {\widetilde {\mathbb {P} }}} が存在するので、 {\displaystyle {\widetilde {\mathbb {P} }}} の下での期待値を {\displaystyle {\widetilde {\operatorname {E} }}} とすれば、リスク中立測度の下で全ての割引ポートフォリオの価値はマルチンゲールとなるので
{\displaystyle {\widetilde {\operatorname {E} }}[X_{T}]=X_{0}=0}
が成り立つ。ここでリスク中立測度は実際の確率測度と同値であるので、{\displaystyle \mathbb {P} (A)=0} である事象 {\displaystyle A} について {\displaystyle {\widetilde {\mathbb {P} }}(A)=0} が成り立ち、また逆も成立する。よって {\displaystyle \mathbb {P} (X_{T}\geq 0)=1} なので、{\displaystyle \mathbb {P} (X_{T}<0)=0} であり、したがって {\displaystyle {\widetilde {\mathbb {P} }}(X_{T}<0)=0} である。つまり {\displaystyle {\widetilde {\mathbb {P} }}(X_{T}\geq 0)=1} である。ここで、{\displaystyle {\widetilde {\operatorname {E} }}[X_{T}]=0} より、{\displaystyle {\widetilde {\mathbb {P} }}(X_{T}>0)=0} であることも言える。そうでなければ、{\displaystyle {\widetilde {\operatorname {E} }}[X_{T}]>0} となるからである。したがって再び確率測度の同値性を用いれば、{\displaystyle {\widetilde {\mathbb {P} }}(X_{T}>0)=0} から {\displaystyle \mathbb {P} (X_{T}>0)=0} が言える。これは最初に仮定した {\displaystyle X} が裁定取引であること、つまり {\displaystyle \mathbb {P} (X_{T}>0)>0} であることと矛盾するので、このようなポートフォリオは存在しない。つまりこの金融市場に裁定取引は存在しないと言える。この証明は連続時間の場合にも容易に拡張が可能である。
- 裁定取引の非存在からリスク中立確率の存在[9]

この証明は一般には閉凸集合に対するハーン＝バナッハの分離定理を用いる。ヒューリスティックな説明を行えば、初期費用0で実行可能なポートフォリオのペイオフからなる集合と裁定取引であるようなペイオフの集合が、裁定取引が存在しない場合は分離される。するとハーン＝バナッハの分離定理により非負値の線形作用素の存在が言える。この作用素は初期費用0で実行可能なポートフォリオのペイオフからなる集合の要素については0を返し、裁定取引であるようなペイオフの集合の要素については正の値を返すので、価格付け関数としての条件を満たしている。また、この作用素は標準化することで現実の確率測度と同値な確率測度の期待値オペレーターと見なせるので、その確率測度がリスク中立確率測度になるのである。離散時間かつ状態数が有限の場合はこの議論でそのまま証明できるが、状態数が無限であったり、連続時間の場合は数学的な議論の精緻化が必要になる。しかし、そのような応用的な場合でも基本的にはハーン＝バナッハの分離定理により非負値の線形作用素の存在を示すという方向性は変わらない。

### 連続時間の第1基本定理
連続時間の場合は定理のステートメント自体が変化し、その証明はセミマルチンゲールの理論を駆使した非常に高度なものとなる。リスク中立確率の存在から裁定取引の非存在を示す方法は離散時間の場合とほぼ同様に証明できるが、逆の証明を行うためには裁定機会が存在しないという条件だけでは足らず、更に追加的な条件が必要となる。よく知られている Freddy Delbaen と Walter Schachermayer の第1基本定理では裁定機会の非存在を No Free Lunch with Vanishing Risk (NFLVR) という条件に置き換えている。
- （連続時間における）資産価格付けの第1基本定理[11]

金融市場において全ての資産の価格が局所有界なセミマルチンゲール確率過程であるとする。この時、No Free Lunch with Vanishing Riskが成立する必要十分条件は少なくとも1つ以上の、全てのポートフォリオの割引価値を局所マルチンゲールとする同値な確率測度が存在することである。
局所マルチンゲールとはマルチンゲールの一般化の一つであり、全てのマルチンゲールである確率過程は局所マルチンゲールである。よって上述の定理における全てのポートフォリオの割引価値を局所マルチンゲールにする同値な確率測度はリスク中立確率測度も含む広い概念になっている。もし全ての資産価格が局所有界ではなく、有界であると言えるならば、上述の連続時間の資産価格付けの第1基本定理における確率測度はリスク中立確率測度であると限定することが出来る。
NFLVRは一様収束の極限での裁定取引すら許容されないという条件である。裁定機会が存在しないとしてもポートフォリオの構成比率を徐々に変化させることで極限において裁定取引が可能となる場合がある。NFLVRはこのような場合ですら排除することを意味している。当然ながら、NFLVRならば裁定取引は存在しない。
なぜ、裁定取引の非存在では足らないかというと、連続時間においては、適当な位相によって、初期費用0で実行可能なポートフォリオのペイオフからなる集合を裁定取引となるようなペイオフの集合との共通部分が生じないような閉集合とできることを裁定取引の非存在だけでは言えないからである。閉集合であることと二つの集合の共通部分が無いことが言えなければハーン＝バナッハの分離定理を適用できないのでその点が重要になる。NFLVRの仮定を課すことで初期費用0で実行可能なポートフォリオのペイオフからなる集合は汎弱位相の下で閉集合となり、さらにそれを裁定取引であるようなペイオフの集合と分離することが可能になる。
金融資産の価格のパスが連続であるか、もしくは不連続であったとしてもそのジャンプの大きさが有界であるならば、局所有界と言える。Delbaen と Schachermayer は更に一般化した非有界の場合を証明している。非有界の場合は、全てのポートフォリオの割引価値を、局所マルチンゲールより広い概念となるシグマ-マルチンゲールにする同値な確率測度が存在することの同値条件がNFLVRであることを述べる定理となる。

## 資産価格付けの第2基本定理
第2基本定理は市場の完備性とリスク中立確率の一意性が同値であることを述べている。つまり、市場が完備ならば、リスク中立価格付けによる価格は一意に定まることを意味している。市場が完備であるということは、モデル内で想定されるあらゆる不確実性を金融資産のポートフォリオでヘッジ出来る（複製ポートフォリオを組むことが出来る）ということである。完備市場モデルにはブラック＝ショールズモデルなどの基本的なモデルが多く含まれている。以下で簡単な証明を示す。
- 市場の完備性からリスク中立確率の一意性[14]

ここで二つのリスク中立測度 {\displaystyle \mathbb {P} _{B}} と {\displaystyle \mathbb {P} _{C}} が存在したとする。ここで将来時点 {\displaystyle T} で起こったかどうかが分かるような任意の事象 {\displaystyle A} を考え、事象 {\displaystyle A} が起こった時に1円と時点 {\displaystyle T} までの利子を支払い、起こらなかった時には何も支払わないようなオプションを考える。このオプションの割引ペイオフを {\displaystyle H} とする。すると、{\displaystyle H} は事象 {\displaystyle A} が起これば1円、起こらなければ0円となる。また、市場の完備性からこのオプションには複製ポートフォリオが存在する。この複製ポートフォリオの時点 {\displaystyle t} での割引価値を {\displaystyle X_{t}} とする。すると、リスク中立確率の定義から
{\displaystyle X_{0}=\operatorname {E} _{B}[H]=\mathbb {P} _{B}(A)}
{\displaystyle X_{0}=\operatorname {E} _{C}[H]=\mathbb {P} _{C}(A)}
が成り立つ。ただし、{\displaystyle \operatorname {E} _{B},\operatorname {E} _{C}} はそれぞれリスク中立測度 {\displaystyle \mathbb {P} _{B},\mathbb {P} _{C}} の下での期待値である。よって、{\displaystyle \mathbb {P} _{B}(A)=\mathbb {P} _{C}(A)} が成り立つ。ここで {\displaystyle A} は任意に選んだので、結局リスク中立測度 {\displaystyle \mathbb {P} _{B},\mathbb {P} _{C}} は同じものである。よって完備市場の下ではリスク中立測度は一意に定まる。
- リスク中立測度の一意性から市場の完備性[3][14]

逆を示すにはマルチンゲール表現定理を用いる。市場が完備であるという事は任意の条件付き請求権（英: contingent claim）に複製ポートフォリオが存在するという事である。任意の条件付き請求権の条件付き期待値はマルチンゲールとなるので、マルチンゲール表現定理により金融資産の価格過程に対する確率積分として表示することが可能である、つまり複製ポートフォリオとして表現できる。ゆえに市場は完備である。ここでリスク中立測度が一意に定まらないとマルチンゲール表現定理を用いる事が出来ないので、その点でリスク中立測度の一意性が必要になる。
市場の完備性の必要十分条件は、例えば有限状態の場合はペイオフ行列の階数が状態数と一致することであり、ブラック＝ショールズモデルの場合はボラティリティ行列の階数がブラウン運動の数と常に一致することである。